# Espaubourg
Espaubourg är en kommun i departementet Oise i regionen Hauts-de-France i norra Frankrike. Kommunen ligger i kantonen Le Coudray-Saint-Germer som tillhör arrondissementet Beauvais. År 2022 hade Espaubourg 504 invånare.

## Befolkningsutveckling
Antalet invånare i kommunen Espaubourg
| Referens: INSEE |